# 8422 Mohorovičić
8422 Mohorovičić eller 1996 XJ26 är en asteroid i huvudbältet som upptäcktes den 5 december 1996 av Farra d'Isonzo-observatoriet i Farra d'Isonzo. Den är uppkallad efter kroaten Andrija Mohorovičić.
Asteroiden har en diameter på ungefär 5 kilometer.